# Слабчице
Слабчице — деревня в районе Писек Южно-Чешского края Чехии. Здесь проживает 364 человека. Первое письменное упоминание датируется 1379 годом.

## Части деревни
Деревня Слабчице состоит из четырех частей в трех кадастровых районах.
- Слабчице
- Немейице
- Писецка Смолеч
- Бржези (лежит в к. и.[где?] Писецка Смолеч)

## Памятники в деревне
- Существенной доминантой села является церковь св. Йозефа Дельника, который находится в центре деревни. Церковь внесена в список культурных памятников в районе Писек.
- Рядом с церковью на высоком каменном валу есть декоративный крест.
- в деревне есть холм Бурковак, также называемый Табор. На его склоне находится каменный круг менгиров.

## Галерея
- Церковь св. Йосефа
- Крест рядом с церковью
- Крест возле деревни